# ISO 3166-2:CM
ISO 3166-2:CM es la entrada para Camerún en ISO 3166-2, parte de los códigos de normalización ISO 3166 publicados por la Organización Internacional de Normalización (ISO), que define los códigos para los nombres de las principales subdivisiones (p.ej., provincias o estados) de todos los países codificados en ISO 3166-1.
En la actualidad, para Camerún los códigos ISO 3166-2 se definen en 10 regiones.
Cada código consta de dos partes, separadas por un guion. La primera parte es CM, el código para Camerún de la ISO 3166-1 alfa-2. La segunda parte tiene dos letras.

## Códigos actuales
Los nombres de las subdivisiones se ordenan según el estándar ISO 3166-2 publicado por la Agencia de Mantenimiento ISO 3166 (ISO 3166/MA).
Los códigos ISO 639-1 se usan para representar los nombres de las subdivisiones en los siguientes idiomas oficiales:
- (en): Inglés
- (fr): Francés

Pulsa sobre el botón en la cabecera para ordenar cada columna.
| Código | Nombre de la subdivisión (en) | Nombre de la subdivisión (fr) | Nombre de la subdivisión (es) |
| ------ | ----------------------------- | ----------------------------- | ----------------------------- |
| CM-AD  | Adamaoua                      | Adamaoua                      | Adamawa                       |
| CM-CE  | Centre                        | Centre                        | Centro                        |
| CM-ES  | East                          | Est                           | Este                          |
| CM-EN  | Far North                     | Extrême-Nord                  | Extremo Norte                 |
| CM-LT  | Littoral                      | Littoral                      | Litoral                       |
| CM-NO  | North                         | Nord                          | Norte                         |
| CM-NW  | North-West                    | Nord-Ouest                    | Noroeste                      |
| CM-SU  | South                         | Sud                           | Sur                           |
| CM-SW  | South-West                    | Sud-Ouest                     | Sudoeste                      |
| CM-OU  | West                          | Ouest                         | Oeste                         |